# Kristina Andersson
Maria Kristina Andersson (Solna, 20 maggio 1965) è un'ex sciatrice alpina svedese, vincitrice della Coppa Europa nel 1993.

## Biografia

### Stagioni 1987-1993
Originaria di Frösön, comune in seguito unito a Östersund, la Andersson ottenne il primo risultato di rilievo in carriera classificandosi 7ª nello slalom speciale di Coppa del Mondo disputato in Val di Zoldo il 21 dicembre 1986. Esordì ai Giochi olimpici invernali a Calgary 1988, dove si piazzò 22ª nello slalom gigante e non concluse lo slalom speciale, e ai Campionati mondiali a Saalbach-Hinterglemm 1991, dove nelle medesime specialità fu rispettivamente 9ª e 10ª. In seguito, l'11 marzo dello stesso anno, colse a Lake Louise il suo primo podio in Coppa del Mondo: 2ª in slalom speciale.
Ai XVI Giochi olimpici invernali di Albertville 1992 si classificò 10ª nello slalom gigante e 11ª nello slalom speciale. L'anno dopo prese parte ai Mondiali di Morioka, piazzandosi 18ª nello slalom gigante e 4ª nello slalom speciale, e vinse la Coppa Europa 1993.

### Stagioni 1994-1999
Ai XVII Giochi olimpici invernali di Lillehammer 1994, sua ultima presenza olimpica, fu 19ª nello slalom speciale e non completò lo slalom gigante. Nel 1996 ottenne la sua unica vittoria, nonché ultimo podio, in Coppa del Mondo, il 7 gennaio a Maribor in slalom speciale, e prese parte ai Mondiali della Sierra Nevada, classificandosi 6ª nello slalom speciale. L'anno dopo, nella rassegna iridata di Sestriere (suoi ultimi Mondiali), nella medesima specialità fu 27ª.
La stagione 1997-1998 fu l'ultima disputata dalla Andersson ai massimi livelli: in Coppa Europa colse in slalom speciale la sua ultima vittoria (il 22 gennaio a Schönried) e il suo ultimo podio (il 15 febbraio a Missen, 2ª), mentre in Coppa del Mondo la sua ultima gara fu lo slalom speciale disputato a Saalbach-Hinterglemm il 1º marzo, che chiuse al 21º posto. Continuò a prendere parte ad alcune gare minori fino al definitivo ritiro, avvenuto nel dicembre del 1998.

### Bilancio della carriera
Specialista delle prove tecniche in attività tra la metà degli anni 1980 e il decennio successivo, fu una dei punti di forza della squadra svedese dell'epoca. Pur non riuscendo a eguagliare i risultati di compagne di squadra quali Pernilla Wiberg, in carriera fu in grado di aggiudicarsi una Coppa Europa, nella stagione 1992-1993, e a vincere una gara di Coppa del Mondo.

## Palmarès

### Coppa del Mondo
- Miglior piazzamento in classifica generale: 20ª nel 1993
- 7 podi (tutti in slalom speciale):
  - 1 vittoria
  - 2 secondi posti
  - 4 terzi posti

#### Coppa del Mondo - vittorie
| Data           | Località | Paese    | Specialità |
| -------------- | -------- | -------- | ---------- |
| 7 gennaio 1996 | Maribor  | Slovenia | SL         |

Legenda:

SL = slalom speciale

### Coppa Europa
- Vincitrice della Coppa Europa nel 1993
- Vincitrice della classifica di slalom speciale nel 1995
- 7 podi (dati dalla stagione 1994-1995):
  - 3 vittorie
  - 3 secondi posti
  - 1 terzo posto

#### Coppa Europa - vittorie
| Data             | Località             | Paese     | Specialità |
| ---------------- | -------------------- | --------- | ---------- |
| 19 dicembre 1994 | Gressoney-La-Trinité | Italia    | SL         |
| 10 dicembre 1995 | Špindlerův Mlýn      | Rep. Ceca | SL         |
| 22 gennaio 1998  | Schönried            | Austria   | SL         |

Legenda:

SL = slalom speciale

### Nor-Am Cup
- 1 podio (dati dalla stagione 1994-1995):
  - 1 terzo posto

### Campionati svedesi
- 4 medaglie (dati parziali):
  - 2 ori (slalom speciale nel 1993; slalom speciale nel 1994)[1]
  - 2 argenti (slalom speciale nel 1995; slalom speciale nel 1996)[2]